# Brad Ingelsby
Brad Ingelsby (Berwyn, 4 gennaio 1980) è uno sceneggiatore e produttore cinematografico statunitense.

## Biografia
Ingelsby, figlio del giocatore e allenatore di basket Tom Ingelsby e di Rose Ingelsby, è nato e cresciuto a Berwyn, Pennsylvania, e si è laureato in economia all'Università di Villanova. In seguito ha insegnato alla St. Patrick's School di Malvern.

## Carriera
Dopo aver studiato all'American Film Institute ha scritto un film intitolato "The Low Dweller"; successivamente uscito col titolo di Il fuoco della vendetta - Out of the Furnace nel 2013, con protagonisti Christian Bale e Woody Harrelson. Inizialmente si erano dimostrati interessati al progetto l'attore Leonardo DiCaprio, che desiderava recitare nel film e Ridley Scott che desiderava dirigerlo.
Nel 2015 ha sceneggiato il film Run All Night - Una notte per sopravvivere, con Liam Neeson e Ed Harris, mentre nel 2018 American Woman, con Sienna Miller. Nel 2020 ha scritto la sceneggiatura del film Tornare a vincere, con Ben Affleck nel ruolo di un allenatore di basket.
Ingelsby ha anche creato, scritto e prodotto la miniserie televisiva di HBO Omicidio a Easttown, che ha debuttato nell'aprile 2021.
Nel 2025 crea e scrive la miniserie Task per HBO, trasmessa nel settembre dello stesso anno.

## Filmografia

### Sceneggiatore

#### Cinema
- The Honeyfields (2006), regia di Matthew Gordon - cortometraggio
- The Dynamiter, regia di Matthew Gordon (2011)
- Il fuoco della vendetta - Out of the Furnace (Out of the Furnace), regia di Scoot Cooper (2013)
- Run All Night - Una notte per sopravvivere (Run All Night), regia di Jaume Collet-Serra (2015)
- American Woman, regia di Jake Scott (2018)
- L'amico del cuore (Our Friends), regia di Gabriela Cowperthwaite (2019)
- Tornare a vincere (The Way Back), regia di Gavin O'Connor (2020)
- Echo Valley, regia di Michael Pearce (2025)

#### Televisione
- Omicidio a Easttown (Mare of Easttown), regia di Craig Zobel – miniserie TV, 7 puntate (2021)
- Task, regia di Jeremiah Zagar e Salli Richardson-Whitfield – miniserie TV (2025)

### Produttore esecutivo

#### Cinema
- American Woman, regia di Jake Scott (2018)
- L'amico del cuore (Our Friends), regia di Gabriela Cowperthwaite (2019)
- Tornare a vincere (The Way Back), regia di Gavin O'Connor (2020)

#### Televisione
- Omicidio a Easttown (Mare of Easttown), regia di Craig Zobel – miniserie TV, 7 puntate (2021)
- Task, regia di Jeremiah Zagar e Salli Richardson-Whitfield – miniserie TV (2025)

### Attore
- Omicidio a Easttown (Mare of Easttown) – miniserie TV (2021)